# 92P/Sanguin
92P/Sanguin è una cometa periodica appartenente alla famiglia delle comete gioviane scoperta il 15 ottobre 1977 dall'astronomo argentino Juan G. Sanguin , la sua riscoperta il 9 maggio 1989 ha permesso di numerarla .